# Non è la Rai estate
Non è la Rai estate è la quarta compilation di canzoni cantate nel programma televisivo Non è la RAI, pubblicata nel giugno 1994 dall'etichetta discografica RTI Music. La denominazione "estate" è legata alla stagione nel quale il disco è stato pubblicato.

## Il disco
Il disco conteneva 22 tracce, per la maggior parte cover di brani già noti a livello nazionale o internazionale, eseguite come da tradizione per la maggior parte da cantanti professioniste che prestavano la propria voce alle giovani protagoniste della trasmissione che le interpretavano. Nei crediti dell'opera, le cantanti sono segnalate come vocalist e attribuite ai brani da loro eseguiti insieme alla ragazza che li interpretava in ambito televisivo. Il brano Il tic (il ballo dei matti) è l'unico inedito presente nella compilation.
Le ragazze che hanno potuto incidere con la propria voce almeno un brano su questo disco sono Alessia Gioffi, Pamela Petrarolo, Ilaria Galassi, Roberta Modigliani, Roberta Carrano e Laura Migliacci.

## Tracce e interpreti
1. Ambra Angiolini - The Best - 3:00 (cantante: Alessia Marinangeli) (H.Knight, M.Chapman)
2. Alessia Gioffi - Happy Together - 3:07 (A.Gordon, G.Bonner)
3. Pamela Petrarolo - La pelle nera - 3:18 (N.Ferrer)
4. Ambra Angiolini - Please, Please, Please - 3:18 (cantante: Alessia Marinangeli) (J.Brown)
5. Marzia Aquilani - Light My Fire - 3:25 (cantante:Loredana Maiuri) (J.Morrison, J.Densmore, R.Manzarek, R.Krieger)
6. Ambra Angiolini - I've Been Lovin' You Too Long - 3:46 (cantante:Barbara Boncompagni) (J.Butler, O.Redding)
7. Antonella Mosetti - Only You - 3:03 (cantante: Stefania Del Prete) (A.Rand, B.Ram)
8. Ilaria Galassi - Sugar, Sugar - 3:12 (A.Kim, J.Barry)
9. Maria Teresa Mattei - Eso es el amor - 3:27 (cantante: Stefania Del Prete) (P.Iglesias)
10. Vanessa Viola - Gli occhi miei - 2:42 (cantante: Anna Maria Di Marco) (C.Donida, Mogol)
11. Angela Di Cosimo - Fortissimo - 2:40 (cantante: Letizia Mongelli) (B.Canfora, L.Wertmüller)
12. Pamela Petrarolo - Don't Play That Song - 2:55 (A.Ertegün, B.Nelson)
13. Pamela Petrarolo - Fa Fa Fa Fa - 2:47 (O.Redding)
14. Antonella Mosetti e Ilaria Galassi - Una fetta di limone - 2:30 (cantante: Anna Maria Di Marco e Stefania Del Prete) (G.Gaber, R.Angiolini)
15. Arianna Becchetti, Monia Arizzi e Laura Migliacci - Venus - 2:58 (cantante: Anna Maria Di Marco e Letizia Mongelli) (R.Van Leeuwen)
16. Roberta Modigliani - È amore - 3:08 (M.Ciorciolini, R.Lipari)
17. Roberta Carrano e Laura Migliacci - Il tic (il ballo dei matti) - 3:30 (E.Migliacci, F.Migliacci)
18. Sofia Sed - Perdono non lo faccio più - 2:03 (cantante: Letizia Mongelli) (B.Pisano, G.Boncompagni)
19. Emanuela Panatta - Fatalità - 2:59 (cantante: Anna Maria Di Marco) (F.Bracardi, G.Boncompagni)
20. Roberta Modigliani - Io canto - 3:39 (M.Luberti, R.Cocciante)
21. Eleonora Cecere - Don't You Worry 'Bout a Thing - 4:09 (cantante: Stefania Del Prete) (S.Wonder)
22. Marianna Cecchetti - Il cuore è uno zingaro - 3:57 (cantante: Letizia Mongelli) (C.Mattone, F.Migliacci)

## Classifiche
| Classifica (1994)                     | Posizione |
| ------------------------------------- | --------- |
| Classifica degli album italiana       | 16        |
| Classifica di fine anno italiana 1994 | 90        |